# Герасимчук Володимир Степанович
Володи́мир Степа́нович Герасимчу́к — молодший сержант Збройних сил України, учасник російсько-української війни.

## Нагороди
За особисту мужність, сумлінне та бездоганне служіння Українському народові, зразкове виконання військового обов'язку відзначений — нагороджений
- орденом За мужність III ступеня (3.11.2015).